# Hachisuka Tadateru
Hachisuka Tadaheru (蜂須賀 忠英, né en avril 1611, mort le 11 mai 1652) est un daimyo de l'époque d'Edo à la tête du domaine de Tokushima. Il est le fils ainé de Hachisuka Yoshishige.
Son titre de cour est Awa no kami.

## Source de la traduction
- (en) Cet article est partiellement ou en totalité issu de l’article de Wikipédia en anglais intitulé « Hachisuka Tadateru » (voir la liste des auteurs).